# الجدول الزمني للحرب الكرواتية البوسنية

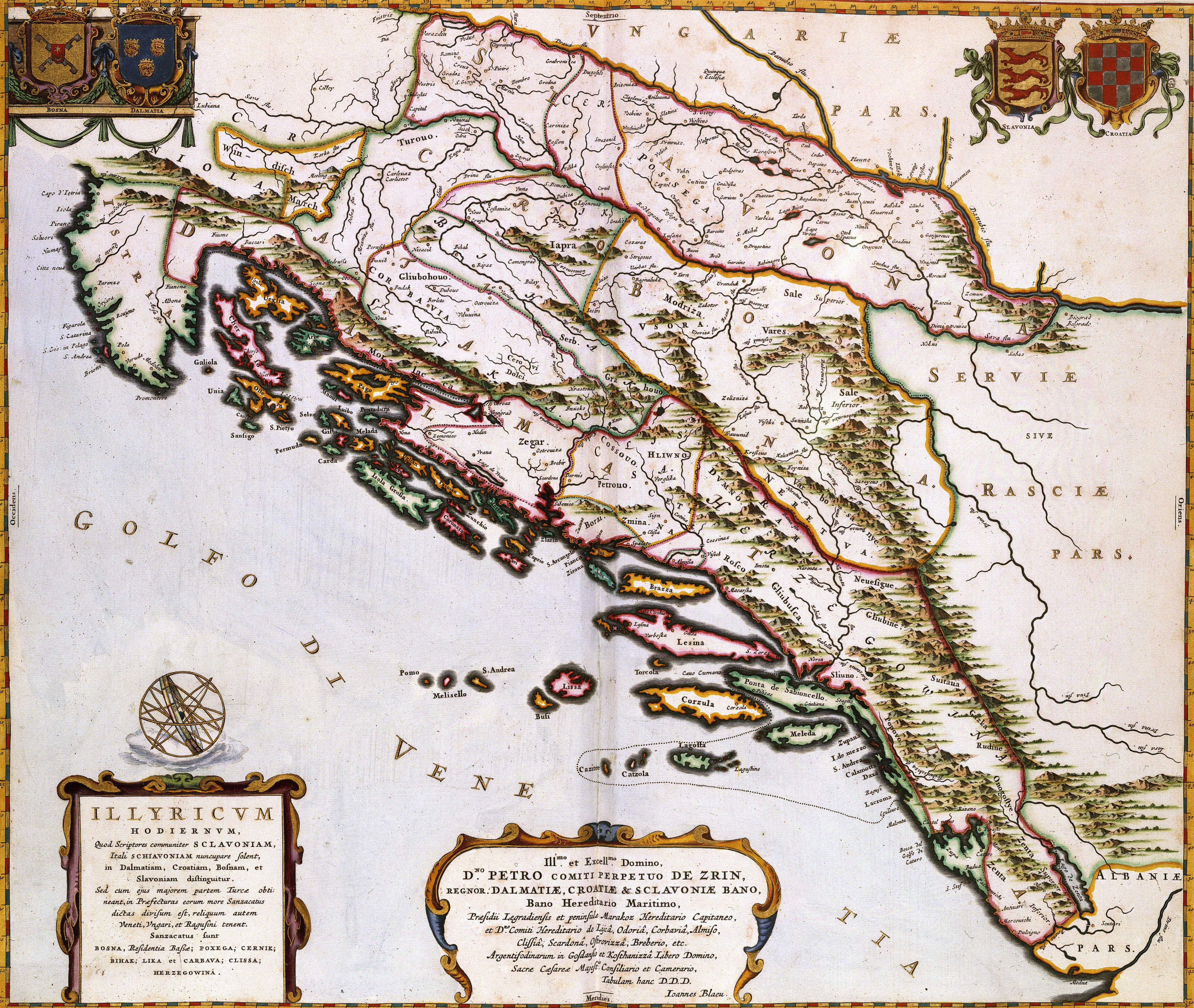
أطلس فان دير هاجن- إليريكفم سلافونيام- بوسنام دالماتيام سلافونيام كرواتيا

الحرب الكرواتية البوسنية كانت نزاعا بين جمهورية البوسنة والهرسك والجمهورية الكرواتية في البوسنة والهرسك بدعم من كرواتيا واستمر من 19 يونيو 1992 إلى 23 فبراير 1994. غالبا ما يشار إلى الحرب الكرواتية البوسنية باسم «حرب داخل حرب» لأنها كانت جزءا من حرب البوسنة والهرسك الأكبر. 

## 1991

### مارس
- مارس 1991: اجتماع ميلوسيفيتش - تودجمان في كاراكورشيفو حيث التقى فرانيو تودجمان وسلوبودان ميلوسيفيتش وناقشا تقسيم البوسنة والهرسك بين كرواتيا وصربيا.[1][2]

### نوفمبر
- 12 نوفمبر 1991: وقع القادة السياسيون الكرواتيون في البوسنة والهرسك ماتي بوبان وداريو كورديتش وثيقة عن دولة كرواتية مشتركة: «يجب على الشعب الكرواتي في البوسنة والهرسك أن يتبنى أخيرا سياسة حازمة وفعالة تحقق حلمنا الأبدي - دولة كرواتية مشتركة».
- 18 نوفمبر 1991: أعلن فرع حزب الاتحاد الديمقراطي الكرواتي في البوسنة والهرسك وجود الجمهورية الكرواتية في البوسنة والهرسك باعتباره «كلا منفصلا سياسيا وثقافيا واقتصاديا وإقليميا» على أراضي البوسنة والهرسك.

## 1992

### أبريل
- 8 أبريل 1992: تم إنشاء مجلس الدفاع الكرواتي في غرود باعتباره التشكيل العسكري الرسمي للجمهورية الكرواتية في البوسنة والهرسك.
- 10 أبريل 1992: أصدر ماتي بوبان مرسوما يفيد بأن الدفاع الإقليمي البوسني الذي تم إنشاؤه في اليوم السابق كان غير قانوني على أراضي الجمهورية الكرواتية في البوسنة والهرسك.
- 15 أبريل 1992: تم إنشاء جيش جمهورية البوسنة والهرسك من قبل القيادة البوسنية.
- 21 أبريل 1992: تولى موظفو الأزمة الكرواتية سلطات مجلس بلدية كيسيلياك على الرغم من أنه بموجب دستور البوسنة والهرسك يحق لمجلس البلدية فقط ممارسة هذه السلطات مما أدى إلى العديد من الإجراءات التمييزية ضد السلطات المسلمة البوسنية والسكان في كيسيلياك.

### مايو
- 6 مايو 1992: اتفاق غراتس بين زعيم صرب البوسنة والهرسك رادوفان كاراديتش وزعيم كروات البوسنة والهرسك مات بوبان. كان من المفترض وقف الصراع بين القوات الصربية والكرواتية. افترق الطرفان في النهاية دون توقيع أي اتفاق.
- 9 مايو 1992: بلاج كرالييفيتش قائد مجموعة مسلحة من قوات الدفاع الكرواتية في الهرسك عارض علنا اتفاقية غراتس ووقف في وجه القيادة الكرواتية في البوسنة والهرسك.
- 10 مايو 1992: أصدر الكروات إنذارا نهائيا لجميع الوحدات العسكرية البوسنية في بوسوفاتشا مطالبا إياهم بتسليم أسلحتهم ووضع أنفسهم تحت القيادة الكرواتية.
- 11 مايو 1992: أعلن تيهومير بلاشكيتش أن الدفاع الإقليمي البوسني غير قانوني على أراضي بلدية كيسيلياك.
- 22 مايو 1992: ألغيت أجهزة الدولة البوسنية في بلدية بوسوفاتشا. أُجبر البوشناق على توقيع وثيقة الولاء للسلطات الكرواتية وسقطوا ضحية لهجمات عديدة على المحلات التجارية والشركات وغادروا المنطقة تدريجيا خوفا من أن يكونوا ضحايا لجرائم جماعية.

### يونيو
- يونيو 1992: استولت التشكيلات العسكرية الكرواتية على المقر الرئيسي في فيتيس ومبنى المجلس البلدي ورفعت علمي الجمهورية الكرواتية في البوسنة والهرسك وكرواتيا.

15 يونيو 1992: فرض موظفو الأزمة الكرواتية الدينار الكرواتي «على أراضي بلدية كيسيلياك كعملة رسمية» وأمروا بأن «جميع شركات الخدمات التجارية [كانت] ملزمة بعرض أسعار المنتجات والخدمات بالدينار الكرواتي».
19 يونيو 1992: وقعت مواجهة مسلحة قصيرة بين جيش جمهورية البوسنة والهرسك ومجلس الدفاع الكرواتي في نوفي ترافنيك.

### يوليو
- 1 يوليو 1992: مجلس الدفاع الكرواتي تولى السيطرة على جميع القوة المدنية والعسكرية في فاريش وحظر جميع أنشطة الدفاع الإقليمي.
- 3 يوليو 1992: تم الإعلان رسميا عن الجمهورية الكرواتية في البوسنة والهرسك في تعديل على القرار الأصلي اعتبارا من نوفمبر 1991.
- 21 يوليو 1992: تم التوقيع على اتفاقية الصداقة والتعاون بين البوسنة والهرسك وكرواتيا من قبل علي عزت بيغوفيتش وفرانيو تودجمان.

### أغسطس
- أغسطس 1992: شن مجلس الدفاع الكرواتي هجمات على قرى دهري وبوتكراي ورادانوفيتشي وتوبول في بلدية كيسيلياك والتي تضمنت حوادث أكثر عنفا بما في ذلك إشعال النار في المنازل التي يعيش فيها مسلمو البوسنة والهرسك وتخريب أعمالهم.
- 9 أغسطس 1992: قتل قائد قوات الدفاع الكرواتية بلاج كرالييفيتش عند نقطة تفتيش في قرية كروشيفو على يد مجلس الدفاع الكرواتي.
- 23 أغسطس 1992: وافق قادة مجلس الدفاع الكرواتي وقوات الدفاع الكرواتية في الهرسك على دمج قوات الدفاع الكرواتية في مجلس الدفاع الكرواتي.
- أغسطس 1992: في ترافنيك خاطب داريو كورديتش وإيغناتش كوشترومان القوات الكرواتية برسالة مفادها أن أولئك الذين لا يرغبون في العيش في الجمهورية الكرواتية في البوسنة والهرسك هم أعداء ويجب محاربتهم بالوسائل السياسية والعسكرية.
- أغسطس 1992: في فيتيز كان جوهر خطاب كورديتش تصريحا لمسلمي وادي لاشفا بأن هذه أرض كرواتية وأن عليهم قبول ذلك.

### سبتمبر
- 5 سبتمبر 1992: صرحت رئاسة الاتحاد الديمقراطي الكرواتي في ترافنيك أن الكروات في البلدية رفضوا دولة البوسنة والهرسك الموحدة وقبلوا فقط حكومة مجلس الدفاع الكرواتي.
- 18 سبتمبر 1992: ألغت المحكمة الدستورية للبوسنة والهرسك المراسيم المتعلقة بالجمهورية الكرواتية في البوسنة والهرسك (بما في ذلك إنشاءها في 18 نوفمبر 1991).
- 30 سبتمبر 1992: اجتمعت القيادة الكرواتية في بلدية كاكاني مع داريو كورديتش كنائب لرئيس الجمهورية الكرواتية في البوسنة والهرسك الذي صرح بأنهم لن يأخذوا كاكاني بالقوة ولكن سيتم إعطاؤها لهم لأن المسلمين كانوا يفقدون معنوياتهم ولن يكونوا أقوياء بما يكفي لمواجهة تحقيق البرنامج السياسي الكرواتي.
- سبتمبر 1992: تم إنشاء معسكر هيليودروم الواقع في الهرسك بناء على أوامر من برونو ستوييتش وزير الدفاع في الجمهورية الكرواتية في البوسنة والهرسك وفالنتين تشوريتش قائد الشرطة العسكرية في مجلس الدفاع الكرواتي.

### أكتوبر
- 19 أكتوبر 1992: تم رفع العلم الكرواتي في مركز الشرطة في بروزور الواقعة في الجزء الشمالي من الهرسك.
- 19-26 أكتوبر 1992: اندلع الصراع بين مجلس الدفاع الكرواتي وجيش جمهورية البوسنة والهرسك مرة أخرى في نوفي ترافنيك عندما هاجم مجلس الدفاع الكرواتي وحدة جيش جمهورية البوسنة والهرسك في مبنى فرقة الإطفاء. من المفترض أن سبب الصراع كان مطالبة من قبل مجلس الدفاع الكرواتي بالسماح لها بالاستيلاء على مصنع ذخيرة براتستفو الذي رفضه جيش جمهورية البوسنة والهرسك.
- 19 أكتوبر 1992: خلال الجزء الأول من الصراع في نوفي ترافنيك أقام الدفاع الإقليمي المحلي بناء على أوامر من رؤسائها حاجزا في أحميتشي في بلدية فيتيز على الطريق الرئيسي عبر وادي لاشفا من أجل منع وصول تعزيزات مجلس الدفاع الكرواتي إلى نوفي ترافنيك.
- 20 أكتوبر 1992: في وقت مبكر من الصباح هاجم مجلس الدفاع الكرواتي حاجز أحميتشي. واشتعلت النيران في المنازل وقصفت مئذنة المسجد وقتل صبي يبلغ من العمر 16 عاما. استمر الهجوم طوال الصباح حتى نفد الذخيرة من الأشخاص الذين يحرسون الحاجز ثم أزيل الحاجز.
- 20 أكتوبر 1992: استولى مجلس الدفاع الكرواتي على مركز شرطة فيتيز وطرد ضباط الشرطة البوسنيين المسلمين.
- 22 أكتوبر 1992: تم التوقيع على وقف إطلاق النار العام في بلدية فيتيز.
- 23 أكتوبر 1992: القوات الكرواتية هاجمت مسلمي البوسنة والهرسك في بلدة بروزور وبدأت التطهير العرقي الذي اشتمل على أشكال مختلفة من العنف.
- 24 أكتوبر 1992: هاجمت القوات الكرواتية بالييك وهي قرية تقطنها أغلبية مسلمة على بعد حوالي كيلومتر واحد جنوب مدينة بروزور ودمرت عمدا منازل وممتلكات وقتلت بعض القرويين وفي اليوم التالي نقلت الآخرين إلى مدرسة ريبتشي الابتدائية حيث المسلمون البوسنيون من بروزور.
- 24 أكتوبر 1992: في المساء أفاد قائد مجلس الدفاع الكرواتي في المنطقة أن بلدة بروزور كانت «نقية عرقيا» وأن «السكان المسلمين قد اعتقلوا أو فروا».
- 24-25 أكتوبر 1992: بعد وقت قصير من هجوم القوات الكرواتية على المسلمين البوسنيين في بلدية بروزور المجاورة اشتبك مجلس الدفاع الكرواتي مع جيش جمهورية البوسنة والهرسك في القتال في بلدة غورني فاكوف وسيطر مجلس الدفاع الكرواتي على العديد من المصانع ومبنى وزارة الداخلية.
- 26 أكتوبر 1992: تم إبلاغ برونو ستوييتش وميليفوي بيتكوفيتش ويانكو بوبيتكو وآخرين أن القوات الكرواتية قد سيطرت على بروزور في 25 أكتوبر مع وقوع العديد من الضحايا من جانب المسلمين.

### نوفمبر
- 4 نوفمبر 1992: سقطت مدينة يايتسي وهي بلدة تقع شمال شرق ترافنيك كانت محاصرة من قبل القوات الصربية ودافع عنها من قبل قوة مشتركة من البوشناق والكروات مما أدى إلى تدفق اللاجئين إلى منطقة ترافنيك وزينيتشا.

### ديسمبر
- ديسمبر 1992: سيطرت القوات الكرواتية على بلديات وادي لاشفا ولم تواجه سوى معارضة كبيرة في نوفي ترافنيك وأحميتشي. لذلك كان جزء كبير من وسط البوسنة والهرسك في أيدي القوات الكرواتية.

## 1993

### يناير
- 2 يناير 1993: تم اقتراح خطة فانس أوين للسلام في جنيف.
- 11 يناير 1993: بدأت الاشتباكات بين مجلس الدفاع الكرواتي وجيش جمهورية البوسنة والهرسك في غورني فاكوف.
- 18 يناير 1993: مقتل 7 مدنيين بوسنيين خلال قصف مجلس الدفاع الكرواتي لقرية دوشا.
- 24 يناير 1993: مقتل 2 من جنود مجلس الدفاع الكرواتي في كمين نصبه جيش جمهورية البوسنة والهرسك.
- 26 يناير 1993: قتل جيش جمهورية البوسنة والهرسك 6 كرواتيين ومدنيا صربيا في قرية دوسينا بالقرب من زينيتشا.

### مارس
- 28 مارس 1993: تودجمان وعزت بيغوفيتش يوقعان اتفاقية لتأسيس جيش كرواتي بوسني مشترك في البوسنة والهرسك.

### أبريل
- 13 أبريل 1993: اختطف المجاهدون أربعة جنود من مجلس الدفاع الكرواتي خارج نوفي ترافنيك.
- 14 أبريل 1993: تصاعد الصراع بين جيش جمهورية البوسنة والهرسك ومجلس الدفاع الكرواتي في كونييتش ويابلانيتشا.
- 15 أبريل 1993: اختطف المجاهدون قائد مجلس الدفاع الكرواتي زيفكو توتيتش في زينيتشا وقتلوا مرافقه. تم تشكيل لجنة مشتركة بين جيش جمهورية البوسنة والهرسك ومجلس الدفاع الكرواتي للتحقيق في القضية.
- 16 أبريل 1993: مذبحة أحميتشي، قتلت قوات مجلس الدفاع الكرواتي ما لا يقل عن 103 من المدنيين البوسنيين.
- 16 أبريل 1993: قتلى تروشينا، قتلت قوات جيش جمهورية البوسنة والهرسك 15 مدنيا كرواتيا و 7 أسرى حرب في قرية تروشينا.
- 24 أبريل 1993: قتل المجاهدون أربعة مدنيين كروات عند الاستيلاء على قرية ميليتيتشي بالقرب من ترافنيك.

### مايو
- 6 مايو 1993: صرب البوسنة والهرسك يرفضون خطة فانس أوين في استفتاء.
- 9 مايو 1993: تصاعد القتال العنيف في موستار.
- 10 مايو 1993: مجلس الدفاع الكرواتي يستولي على مبنى فرانيتشا في موستار وقتل 10 من أسرى الحرب البوسنيين.

### يونيو
- 4 يونيو 1993: قوات جيش جمهورية البوسنة والهرسك تهاجم مواقع مجلس الدفاع الكرواتي في ترافنيك.
- 8 يونيو 1993: قتلت قوات المجاهدين ما لا يقل عن 24 من المدنيين الكروات وأسرى الحرب بالقرب من قرية بيكوشي.
- 10 يونيو 1993: مقتل ثمانية أطفال في ساحة لعب أثناء قصف جيش جمهورية البوسنة والهرسك لفيتيز.
- 10 يونيو 1993: حادثة قافلة جوي، اللاجئون الكروات يعترضون قافلة مساعدات متجهة إلى توزلا. قُتل ثمانية سائقين وجنديان من مجلس الدفاع الكرواتي.
- 12 يونيو 1993: قتل مجلس الدفاع الكرواتي في كيسيلياك والقوات الصربية من إليدزا في قرية غراهوفتشي (الواقعة بين كيسيلياك وإيليدزا) 37 مدنيا من البوشناق.
- 13 يونيو 1993: سيطر جيش جمهورية البوسنة والهرسك على ترافنيك والقرى المجاورة.
- 16 يونيو 1993: استولى جيش جمهورية البوسنة والهرسك على كاكاني.
- 30 يونيو 1993: انتهت معركة زيبتشي بتأمين مجلس الدفاع الكرواتي لمدينة زيبتشي بينما قام جيش جمهورية البوسنة والهرسك بتأمين زافيدوفيتشي القريبة.

### يوليو
- 2 يوليو 1993: هجوم واستيلاء جيش جمهورية البوسنة والهرسك على فوينيتشا.
- 25 يوليو 1993: انتهت معركة بوغوينو وسيطر جيش جمهورية البوسنة والهرسك على المدينة.

### أغسطس
- 1 أغسطس 1993: جيش جمهورية البوسنة والهرسك يسيطر على معظم غورني فاكوف ولا يزال مجلس الدفاع الكرواتي في الجزء الجنوبي الغربي من المدينة.

### سبتمبر
- 7 سبتمبر 1993: اعترف البرلمان الكرواتي بالجمهورية الكرواتية في البوسنة والهرسك كشكل محتمل من السيادة لكروات البوسنة والهرسك.
- 8-9 سبتمبر 1993: مذبحة في غرابوفيتشا، قتل ما لا يقل عن 13 شخصا وما يصل إلى 35 من الكروات في قرية غرابوفيتشا على يد أعضاء جيش جمهورية البوسنة والهرسك.
- 14 سبتمبر 1993: جيش جمهورية البوسنة والهرسك هاجم قرية أوزدول وقتل 29 من المدنيين الكروات وسجين واحد من مجلس الدفاع الكرواتي على يد كتيبة بروزور المستقلة.

### أكتوبر
- 22 أكتوبر 1993: أصدر تودجمان تعليمات إلى شوشاك وبوبيتكو بمواصلة دعم الجمهورية الكرواتية في البوسنة والهرسك معتقدين أن «الحدود المستقبلية للدولة الكرواتية ستكون هناك».
- 23 أكتوبر 1993: مذبحة ستوبني دو، قتل 36 من البوسنيين على يد مجلس الدفاع الكرواتي في قرية ستوبني دو.

### نوفمبر
- 9 نوفمبر 1993: تم تدمير الجسر القديم في موستار بواسطة مجلس الدفاع الكرواتي.

### ديسمبر
- 22-22 ديسمبر 1993: قتلى كريجانتشيفو سيلو، قتل العشرات من الكروات أثناء هجوم جيش جمهورية البوسنة والهرسك.

## 1994

### فبراير
- 23 فبراير 1994: انتهت الحرب الكرواتية البوسنية رسميا عندما وقع قائد مجلس الدفاع الكرواتي الجنرال أنتي روسو وقائد جيش جمهورية البوسنة والهرسك الجنرال راسم ديليتش اتفاق وقف إطلاق النار في زغرب. في مارس 1994 تم توقيع اتفاقية سلام بوساطة الولايات المتحدة بين الكروات المتحاربين (ممثلة بجمهورية كرواتيا) والبوسنة والهرسك في واشنطن وفيينا والتي تعرف باسم اتفاقية واشنطن. وبموجب الاتفاقية تم تقسيم الأراضي المشتركة التي تحتلها القوات الحكومية الكرواتية والبوسنية إلى عشرة كانتونات تتمتع بالحكم الذاتي لتأسيس اتحاد البوسنة والهرسك.